# كفت (عمارة)

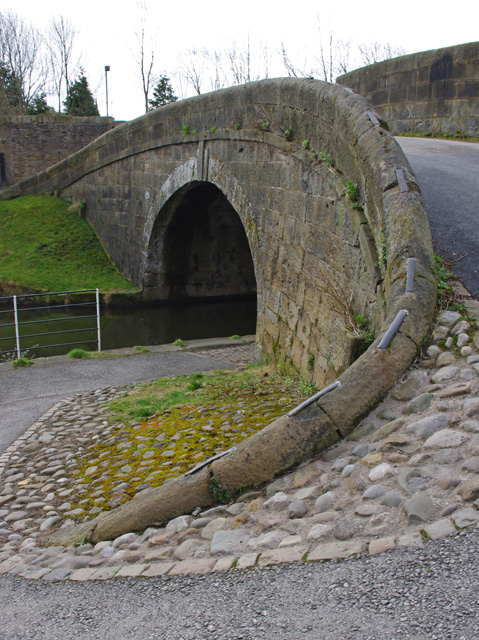
جسر على قناة لَنكِستر يتميز بأحجار كِفْت مرتبطة بـ "قضبان" معدنية كبيرة.

الكِفت إو الإفريز المائل هي تغطية الجدار. الكِفت المنفصل أو الإسفيني هو الذي ينحدر في اتجاه واحد ؛ الكِفت السرجي ينحدر إلى جانبي نقطة عالية مركزية. يمكن أن يكون الكفت مصنوعًا من الطابوق أو الطين أو خرسانة أو الطين النضيج أو الحجر المصبوب أو البلاط أو الأردواز أو الخشب أو معادن مختلفة منها الألُمنيُم والنحاس والفولاذ المقاوم للصدأ والفولاذ والزنك.  يجب أن تكون في جميع الحالات مقاومة للعوامل الجوية (لها سطح علوي مائل أو منحني) للتخلص من الماء.